# Кфар-Гилади
Кфар-Гилади (ивр. כפר גלעדי‎) — кибуц в Верхней Галилее (Северный округ Израиля). Основан в 1916 году поселенцами из движения «Ха-Шомер». Основу экономики кибуца составляют сельское хозяйство, добыча мела и базальта и туризм.

## География
Кибуц Кфар-Гилади расположен в районе Эцба-ха-Галиль в северо-восточной части Израиля недалеко от границы с Ливаном, к югу от города Метула между Голанским плато и горами Нафтали. Административно кибуц относится к региональному совету Верхняя Галилея (Северный округ). Время в пути до города Кирьят-Шмона — 6 минут, до Цфата — 45 минут.

## История
В 1916 году группа активистов движения «Ха-Шомер» заложила в Верхней Галилее сельскохозяйственное поселение Кфар-Гиора. Когда в 1918 году в возрасте 32 лет скончался лидер группы основателей Исраэль Гилади, Кфар-Гиора был переименован в Кфар-Гилади. В 1920 году поселение было временно оставлено жителями из-за продолжающихся арабских атак, но осенью того же года снова заселено. С этого момента Кфар-Гилади становится кибуцем.
В 1925 году рядом с Кфар-Гилади была открыта каменоломня, положившая начало будущему концерну «Махцевот Кфар-Гилади», занимающемуся производством строительного камня и других стройматериалов, прокладкой дорог и мостов по всей территории Израиля. Уже в следующем году значительная часть членов кибуца, солидаризующихся с идеологией «Ха-Поэль ха-Цаир», покинула Кфар-Гилади в результате идеологических разногласий. В кибуце осталось всего 20 человек в крайне сложных экономических условиях.

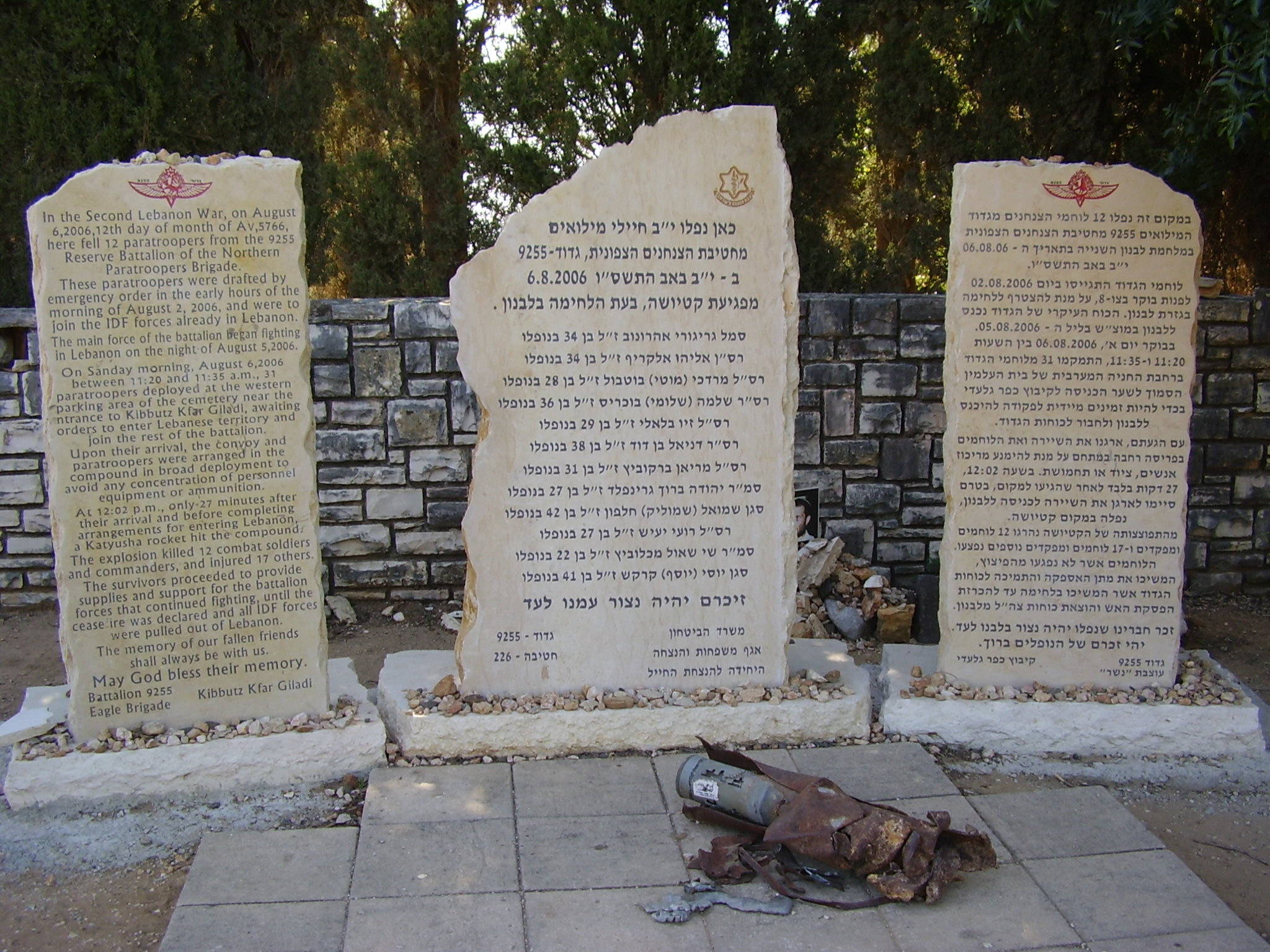
Памятник 12 резервистам, погибшим в 2006 году

В 30-е годы население Кфар-Гилади выросло благодаря приезду из Латвии группы членов движения «Ха-шомер ха-цаир». Однако идеи еврейской самообороны, лежавшие в основе идеологии движения «Ха-Шомер», оставались важными для жителей Кфар-Гилади вплоть до основания Израиля. С 1921 по 1948 год в кибуце было заложено более двадцати подземных складов оружия, его жители активно участвовали также в организации нелегальной иммиграции евреев через Сирию и Ливан в годы, когда британские власти ограничили легальный въезд в Палестину. Когда в Объединённом кибуцном движении после основания Израиля произошёл раскол, часть жителей Кфар-Гилади перешла в кибуц Ха-Гошрим, а в Кфар-Гилади перебралась группа жителей кибуца Дафна.
6 августа 2006 года в ходе II Ливанской войны ракета, выпущенная боевиками организации «Хезболла» с территории Ливана, упала рядом с Кфар-Гилади в месте сбора израильских солдат-резервистов. Десять солдат погибли при взрыве, позже ещё двое скончались от полученных ранений. Позднее Армия обороны Израиля признала свою ответственность за то, что во время ракетного обстрела резервисты не были направлены в гражданское бомбоубежище на территории кибуца; это заявление было призвано оградить жителей Кфар-Гилади от обвинений в том, что это они не допустили солдат в кибуц, опасаясь ущерба его собственности.

## Население
По данным Центрального статистического бюро Израиля, население на начало 2020 года составляло 673 человека.
Количество жителей с начала 1970-х годов колебалось между шестью и восемью сотнями. Почти все жители кибуца (96 %) — евреи, из которых 85 % — уроженцы Израиля. Около 17 % жителей Кфар-Гилади — дети и подростки в возрасте до 17 лет, 14,6 % — люди в пенсионном возрасте (65 лет и старше), средний (медианный) возраст жителей — 31 год. Больше половины взрослых жителей Кфар-Гилади не состояли в браке, 45 % домашних хозяйств включали только одного человека и лишь в 12 % домашних хозяйств число членов превышало 3. В среднем в кибуцной семье было немногим больше одного ребёнка (в первой половине 1980-х годов в среднем 3,3 ребёнка на семью).
13 % жителей Кфар-Гилади имеют высшее (академическое) образование, законченное среднее образование имеет ещё 41 % жителей. В Кфар-Гилади действует начальная школа для учеников с 1-го по 6-й класс. Дальнейшее образование уроженцы Кфар-Гилади получают в средней школе в соседнем Кфар-Блюме, а в дальнейшем могут поступать в колледж «Тель-Хай».
83 % жителей в возрасте старше 15 лет трудоспособны, почти все они были трудоустроены в 2008 году (100-процентная занятость среди мужчин, из женщин не работали 2,3 %). Около трети жителей Кфар-Гилади работали в 2008 году на предприятиях в других населённых пунктах. Подавляющее большинство работающего населения — наёмные работники, частных предпринимателей менее 4 %. 29 % работников были заняты в гостиничном бизнесе и индустрии питания, 11 % — в области образования, около 8 % — в сфере здравоохранения и социальной помощи, 7 % — в промышленности. В среднем в домашних хозяйствах на 1 человека приходилось 1,4 комнаты, персональные компьютеры были в 78,6 % семей, более половины домашних хозяйств располагали как минимум одним автомобилем (рост более чем вдвое по сравнению с переписью населения 1995 года), на семью в среднем приходилось 1,6 сотового телефона.

## Хозяйство и культура

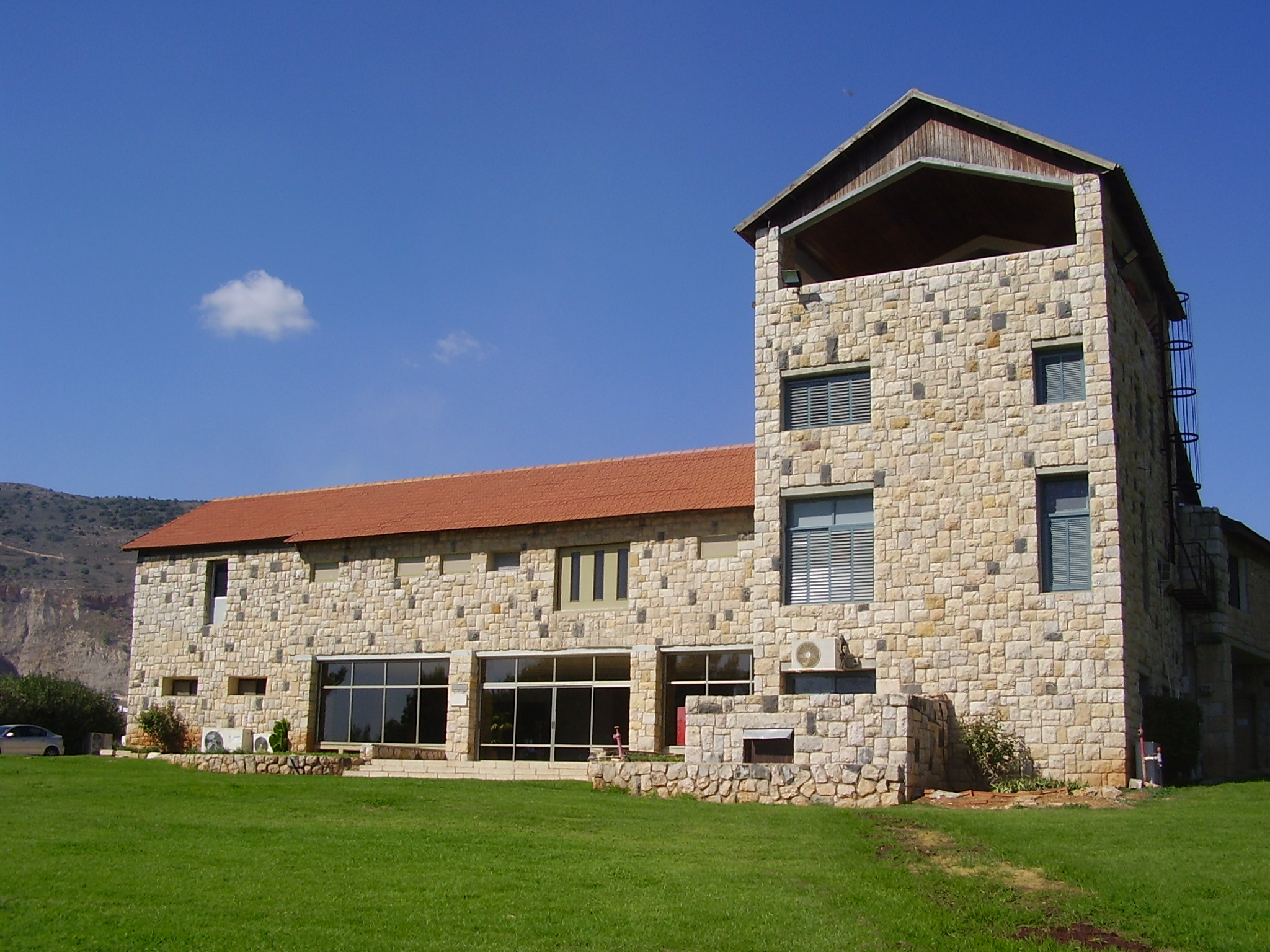
Музей «Бейт-ха-Шомер»

Экономика Кфар-Гилади включает в себя как сельское хозяйство, так и другие области. В кибуце выращиваются авокадо, грейпфруты, личи, яблоки, действуют современные птицеферма, молочное и рыболовецкое хозяйства. В отдельных тепличных хозяйствах кибуцники выращивают декоративные домашние растения на продажу. Кибуцная промышленность представлена каменоломнями концерна «Махцевот Кфар-Гилади». В кибуце развивается индустрия туризма: уже в 1940-е годы здесь открылся рабочий санаторий, а позже была построена гостиница на 180 номеров, при которой действует конференц-центр. Туристические достопримечательности включают развалины Тель-Хая и музей «Бейт-ха-Шомер», посвящённый истории организации «Ха-Шомер». Мелкие частные предприятия изготавливают керамику, украшения, действует частная сыродельня.